# Кашмирский шиваизм

Шри Янтра

Среди многочисленных даршан индийской философии кашмирский шиваизм характеризуется различными учёными как идеалистический монизм, (абсолютный идеализм, теистический монизм, реалистический идеализм, фундаменталистский монизм), а также как нейтральный монизм.
Сознание для кашмирских шиваистов является единственной реальностью, в которой между феноменальным миром и Богом есть только иллюзорное восприятие дуальности человеком, в отличиe от адвайты-веданты, где мир есть только иллюзия.
Кашмирский шиваизм возник в восьмом — девятом столетии в Кашмире и добился значительных результатов в области философии и теологии до конца двенадцатого столетия.
Кашмирский шиваизм носит ещё название «трика».

## Происхождение
Система Кашмирского шиваизма базируется на тантрическом знании, которое было утеряно ещё к началу Кали-юги, тогда Шива принял форму Шрикантхи на вершине горы Кайлаш, где он, частично воплотившись в риши Дурвасу, передал ему тантрическое знание, включая абхеду, бхедабхеду и бхеду, как это описано в Бхайрав-тантре, Рудра-тантре и Шива-тантре. Тщетно искал Дурваса достойных учеников для передачи сокровенного знания, мысленным усилием он сотворил трёх сыновей, старшему Триамбаке передал и повелел распространять монистическую абхеду, что известно теперь как Кашмирский шиваизм.
Наиболее важными текстами этой философской системы являются Шива-сутры, Спанда-карика и Виджняна Бхайрав Тантра.

## Основные понятия

### Ануттара, Высшее
Ануттара — «Высшее», «Изначальное», «Непревзойденная действительность» — единая основа мироздания.
В действительности существует лишь высшее Сознание, которое носит название Ануттара (Парасамвит, Парамашива), проявляющееся в динамическом взаимодействии (спанда) двух образов Единого — пракаши (света Сознания) и вимарши (силы самосознания, отражения) — или Шивы и Шакти.
Практикующий осознаёт себя как неотделимое от высшего Сознания (поэтому метод называется пратьябхиджня «узнавание») и видит мир как игру (чидвиласа, крида) Единого. Подобное состояние сознания вызывается исключительно доброй волей Шивы (ануграха «милость») — спонтанно, но предусмотрен и постепенный путь (крама) — ведущий так же к конечному осознанию Единства и блаженству.

### Ахам, сердце Шивы
Ахам — понимание высшей действительности как сердца — сосредоточение чистого «Я есть», неразделённое внутреннее состояние Шивы, которое поддерживает проявленное и отражается в Шакти.
В санскритском алфавите а — первая буква, отождествляется с Шивой, ха — последняя — Шакти, ахам символизирует их соединение.

### Спанда
Категория «спанда», введённая Васугуптой (860–925), часто объясняется как «вибрация/шевеление сознания». Абхинавагупта использует выражение «некая разновидность движения», подразумевая отличие его от движения физического. Это скорее сродни вибрации или пульсации, в сути своей таящей экстатическое, самопорождающее сознание.
Центральное положение внутри этой категории занимает тезис «всё есть Спанда», подразумевающий как объективную внешнюю реальность, так и внутренний мир, одинаково невозможные в отсутствие движения. При этом предельное движение происходит не в пространстве и не во времени, но внутри Высшего Сознания.
Для описания смысла, заложенного в категорию спанда, писания приводят следующие метафоры: беспрепятственная воля Высшего Сознания (чит) — svātantrya, высшая творческая энергия — visarga, сердце божественного — hṛdaya и океан светоносного сознания — cidānanda.